# Diloba caeruleocephala
Diloba caeruleocephala là một loài bướm đêm trong họ Noctuidae.

## Hình ảnh

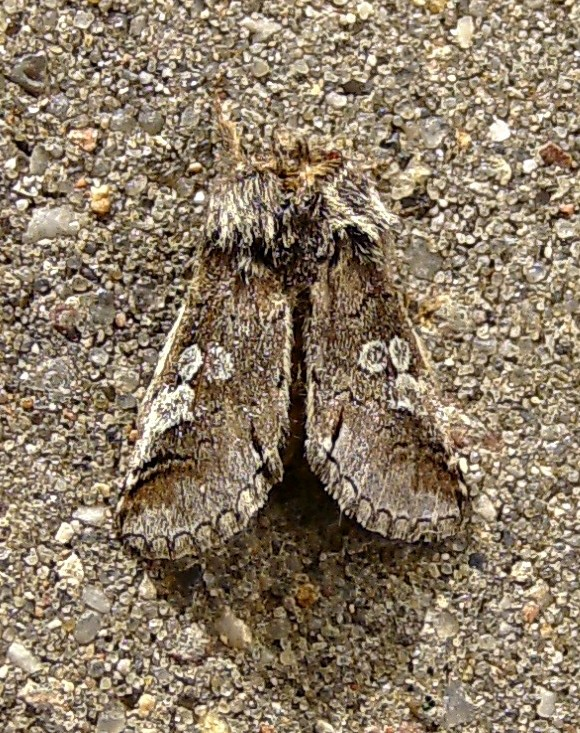
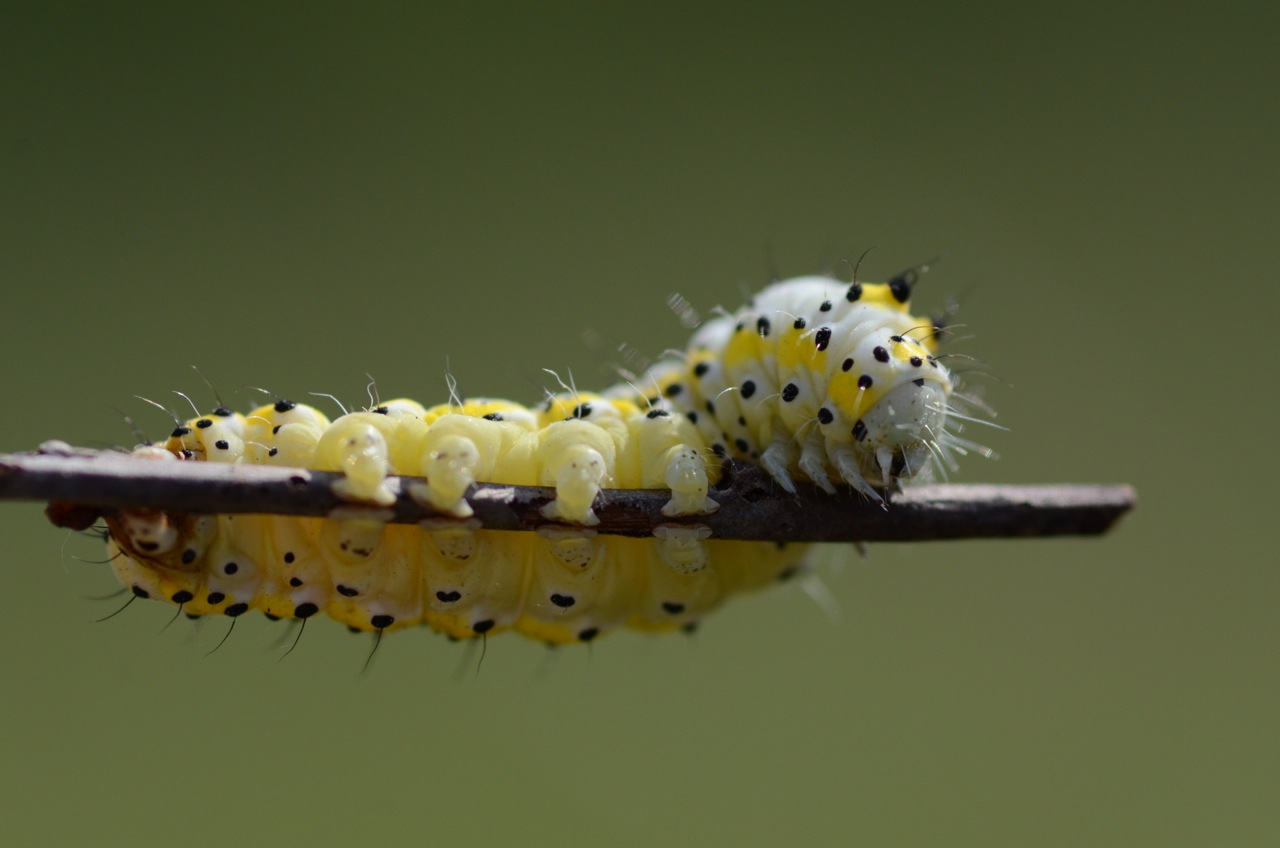
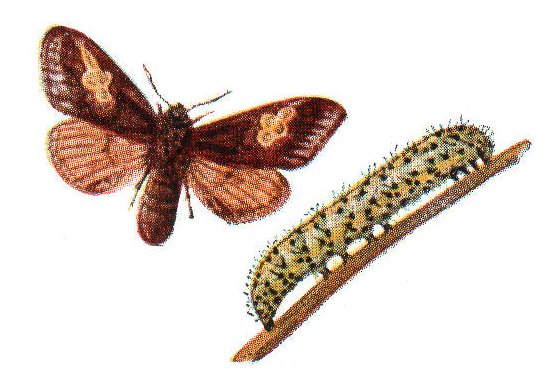